# Обдржалек, Перегрин
Перегрин Обдржалек (чеш. Peregrin Obdržálek; 9 мая 1825 или 2 мая 1825, Славков-у-Брна — 29 мая 1891, Бржест) — католический ксёндз, известный как автор религиозной литературы, сатиры и юмористических рассказов и стихов.

## Биография
Перегрин Обдржалек учился в городах Угерска Скалица, Стражнице, философию и богословие он изучал в Брно).
В 1850 году был посвящён в ксендзы, служил капелланом в деревнях Дражовице, Тополани, Бранковице, Пустимерж и Тиха у города Френштат-под-Радгоштем, позже он стал приходским ксендзом в городе Бланско, во время своей работы в Бржэсте одновременно был назначен почётным советником консистории.
Обдржалек основывал школьные библиотеки, устраивал хозяйственные объединения, ссудо-сберегательные кассы, писал для журналов юмористические и поучительные стихи и прозу. Известен как автор юмористических рассуждений Maloměstské dívek vychování (Воспитание провинциальное девушек), Nedělní zábava maloměšťáků (Воскресные развлечения мещан), Osudná stovka či námluvy na venkově (Роковая сотня или Сватовство в сёлах) в издании Moravan (Мораван).
Публиковался в журнале Posvátná kazatelna (Священная церковная кафедра).
Публиковался под псевдонимом Пелгржим Обдржалек (Pelhřim Obdržálek).